# ダンスノットアクト
株式会社ダンスノットアクト（DANCENOTACT Inc.）は、TVCM、ミュージッククリップ、番組の企画・制作を中心に活動する日本の制作プロダクション。1999年11月、福田篤史、岡田知之、石王勝哉、タナカノリユキ、吉江善太、神谷佳成により設立。

## 沿革
- 1999年（平成11年）11月 - 株式会社ダンスノットアクトを設立。

## 役員構成
- 福田篤史
- 岡田知之
- 林 和彦

## 所在地
東京オフィス
東京都港区麻布十番3-9-7
大阪・福島オフィス
大阪市福島区福島5-16-18 楠本第8ビル4F

## グループ会社
DANCENOTACT CHINA（プロダクション）
上海市建国中路8号 八号楼 8号桥 8310室
株式会社家元
東京都港区麻布十番3-9-7
株式会社ウインズモーメント（番組・イベント映像・VP制作）
東京都港区麻布十番3-9-7
ハウススタジオ.JP
三崎ハウス
神奈川県三浦市三崎町諸磯1888-8
内房ハウス
千葉県富津市笹毛1030-2
軽井沢ハウス
長野県北佐久郡軽井沢町大字軽井沢字上橋場327-82
河口湖ハウス
山梨県南都留郡富士河口湖町長浜字足和田1956-1